# Amanda Doman
Amanda Doman, född den 24 oktober 1977 i Gladstone i Queensland, är en australisk softbollspelare.
Hon tog OS-silver i samband med de olympiska softboll-turneringarna 2004 på Aten.